# Trematosauroïdeus
Els trematosauroïdeus (Trematosauroidea) són un grup important d'amfibis temnospòndils que van viure al període Triàsic. Van prosperar breument durant el Triàsic inferior, trobant-se per tot el món abans de la seva decadència al començament del Triàsic mitjà, tot i que el grup van sobreviure fins al Triàsic superior. La família més gran i més especialitzada de trematosauroïdeu, els trematosàurids, són els únics amfibis que s'han adaptat a un estil de vida marina.